# Terrence Malick
Terrence Frederick Malick (Ottawa, 30 de novembro de 1943) é um diretor, roteirista e produtor de cinema norte-americano. Formado em filosofia pela Universidade de Harvard, dirigiu onze filmes ao longo de sua carreira de seis décadas e foi aclamado pelos temas filosóficos e pela beleza da fotografia de seus filmes.
Malick começou sua carreira como diretor em 1973 com o filme Badlands, que conta a história um jovem casal cometendo diversos crimes na Região Centro-Oeste dos Estados Unidos durante a década de 1950. Seu segundo filme foi Days of Heaven de 1978, seguindo um trabalhador pobre no início do século XX que vai para o Panhandle do Texas procurando emprego e acaba se envolvendo em um triângulo amoroso. Ambos os filmes foram considerados como dois dos melhores produzidos na década de 1970, com Malick vencendo o prêmio de melhor diretor no Festival de Cannes por Days of Heaven.
O diretor entrou em um hiato de vinte anos após completar Days of Heaven, finalmente voltando para o cinema em 1998 com The Thin Red Line sobre a Batalha de Guadalcanal durante a Segunda Guerra Mundial. O filme foi indicado a sete Oscars, incluindo Melhor Filme, Melhor Diretor e Melhor Roteiro Adaptado, vencendo também o Urso de Ouro no Festival de Berlim. Seu filme seguinte foi The New World de 2005, um romance histórico sobre a fundação da colônia de Jamestown e principalmente da relação de Pocahontas com John Smith e John Rolfe. Apesar de críticas inicialmente mistas em seu lançamento, este último filme posteriormente foi reavaliado e considerado um dos melhores da década.
Seu quinto filme foi The Tree of Life de 2011, um obra semi-experimental sobre a criação e fim do universo relacionada ao drama de uma família do Texas na década de 1950. Apesar de críticas iniciais polarizadas, posteriormente o filme foi aclamado por críticos e acadêmicos como uma obra prima, e passsou a ser constantemente listado como um dos melhores do início do século XXI. The Tree of Life venceu a Palma de Ouro em Cannes e foi indicado aos Oscars de Melhor Filme, Melhor Diretor e Melhor Fotografia.
Nos anos seguintes Malick desagradou tanto o público quanto os críticos especializados por produções como To the Wonder (2012), Knight of Cups (2015) e Song to Song (2017). Contudo, seu último longa, A Hidden Life recebeu aclamação da crítica após estrear no Festival de Cinema de Cannes em 2019.
Seu último trabalho mais recente é The Way of the Wind, um longa épico que reconta e narra vários episódios da história da vida de Jesus Cristo.

## Vida
Terrence Malick nasceu em Ottawa, Illinois ou em Waco, Texas, filho de Emil Malick, um geólogo de ascendência assíria-libanesa cristã, e Irene Malick. Waco foi uma das locações usadas em seu filme The Tree of Life. Malick cursou a St. Stephen's Episcopal School, em Austin, Texas, enquanto sua família vivia em Bartlesville, Oklahoma.
Ele estudou filosofia na Universidade de Harvard, se formando com a maior das honras e Phi Beta Kappa em 1965. Ele então foi para o Magdalen College, Oxford, porém saiu antes de ganhar um doutorado. Em 1969, a Northwestern University Press publicou a tradução de Malick de um dos trabalhos de Martin Heidegger. Voltando para os Estados Unidos, Malick ensinou filosofia no Instituto de Tecnologia de Massachusetts enquanto no tempo livre trabalhava como jornalista. Ele escreveu artigos para a Newsweek, The New Yorker e LIFE.

## Carreira
Malick começou sua carreira em filmes depois de ganhar um MFA do AFI Conservatory em 1969, dirigindo Lanton Mills. Na AFI ele entrou em contato com pessoas como Jack Nicholson e o agente Mike Medavoy, que procurou Malick para trabalhos independentes como revisor de roteiros. Ele é creditado pelo roteiro do filme Pocket Money, e escreveu os primeiros rascunhos de Dirty Harry e Great Balls of Fire!.
Depois de um de seus roteiros, Deadhead Miles, ser considerado pela Paramount Pictures como algo que não poderia lançar, Malick decidiu dirigir seus próprios roteiros. Seu primeiro filme foi Badlands, de 1973, estrelado por Martin Sheen e Sissy Spacek como um jovem casal em uma onda de crimes na década de 50. Depois de uma produção tumultuada, Badlands estreou no Festival de Cinema de Nova Iorque, levando a Warner Bros. a comprar os direitos de distribuição do filme pelo triplo de seu orçamento.
A Paramount produziu o filme seguinte de Malick Days of Heaven, em 1978, sobre um triângulo amoroso que se desenvolve nos campos de plantação do Panhandle do Texas, no início do século XX. O filme passou dois anos em pós-produção, tempo em que Malick e sua equipe experimentaram técnicas não-convencionais de edição e narração. Days of Heaven venceu o Oscar de Melhor Fotografia, assim como o prêmio de Melhor Diretor no Festival de Cannes de 1979.
Após o lançamento de Days of Heaven, Malick começou a desenvolver um projeto para a Paramount chamado Q, que exploraria as origens da vida na Terra. Durante a pré-produção, ele de repente se mudou para Paris e desapareceu da vida pública. Durante esse tempo, ele escreveu um grande número de roteiros, incluindo The English Speaker, sobre a análise de Josef Breuer sobre Anna O.; adaptações de The Moviegoer, de Walker Percy, e The Desert Rose, de Larry McMurtry; um roteiro sobre Jerry Lee Lewis; uma adaptação de Sanshō Dayũ' que seria dirigida por Andrzej Wajda, além de continuar a trabalhar no roteiro de Q. O trabalho de Malick em Q eventualmente se tornaria a base para seu filme de 2011, The Tree of Life.
Vinte anos depois de Days of Heaven, Malick retornaria a dirigir um filme em 1998 com The Thin Red Line, uma adaptação do livro de mesmo nome escrito por James Jones, reunindo um grande elenco composto por grandes estrelas do cinema. O filme foi indicado para sete Oscars, vencendo o Urso de Ouro em 1999 no Festival de Berlim.
Depois de descobrir sobre o trabalho de Malick em um artigo sobre Che Guevara na década de 1960, Steven Soderbergh deu à Malick a chance de escrever e dirigir um filme sobre Guevara que ele estava desenvolvendo com Benicio del Toro. Malick aceitou e produziu um roteiro focado na  mal sucedida tentativa de revolução de Guevara na Bolívia. Depois de um ano e meio, o financiamento ainda não havia sido totalmente garantido, e Malick recebeu a oportunidade de dirigir The New World, um roteiro que ele começou a desenvolver na década de 1970. Consequentemente, ele deixou o projeto de Guevara em 2004. Soderbergh acabou dirigindo Che.
The New World, que apresenta uma interpretação romântica da história de John Smith e Pocahontas, foi lançado em 2005. Mais de 300 km de filme foram gravados, e três cortes de diferentes durações foram lançados. Ele foi indicado ao Oscar de Melhor Fotografia, porém recebeu resenhas geralmente mistas da crítica especializada em seu lançamento, apesar de desde então ter sido apontado por alguns como um dos melhores filmes da década.
O quinto filme de Malick, The Tree of Life, foi filmado em Smithville no Texas e em outras locações, durante o ano de 2008. Estrelado por Brad Pitt e Sean Penn, conta o drama de uma família em múltiplos períodos da história e se foca na reconciliação de um indivíduo com o amor, misericórdia e beleza em coexistência com mortes e sofrimento. Estreou no Festival de Cannes de 2011 vencendo a Palma de Ouro antes de ser lançado nos Estados Unidos, em 27 de maio do mesmo ano. Dois dos produtores do filme, Bill Pohlad e Sarah Green, aceitaram o prêmio em nome do reclusivo Malick. O presidente do júri de Cannes, Robert De Niro, explicou que a escolha de The Tree of Life foi difícil, porém "Tinha o tamanho, a importância, a intenção, o que quer que você fale, parecia se adequar ao prêmio".
Seu sexto filme, To the Wonder, foi filmado em Bartlesville e Pawhuska, Oklahoma, e na França no final de 2010 e início de 2011. Estrelado por Ben Affleck, Olga Kurylenko, Rachel McAdams e Javier Bardem, o filme foi descrito como "uma exploração do amor em suas muitas formas". Ele teve sua estreia no Festival de Veneza de 2012.

## Vida pessoal
Malick é conhecido por aparecer poucas vezes na mídia. Seus contratos estipulam que sua imagem não deve ser usada para fins promocionais, e ele frequentemente recusa pedidos para entrevistas.
Ele já se casou três vezes. Sua primeira esposa foi Jill Takes, de 1970 a 1976. A segunda foi Michelle Morette, de 1985 até 1998. Sua atual esposa é Alexandra Wallace, tendo se casado em 1998. Os dois vivem em Austin, Texas.

## Filmografia
- 1969 - Lanton Mills (curta-metragem)
- 1973 - Badlands (br: Terra de Ninguém / pt: Noivos Sangrentos)
- 1978 - Days of Heaven (br: Cinzas no Paraíso / pt: Dias do Paraíso)
- 1998 - The Thin Red Line (br: Além da Linha Vermelha / pt: A Barreira Invisível)
- 2005 - The New World (br/pt: O Novo Mundo)
- 2011 - The Tree of Life (br/pt: A Árvore da Vida)
- 2013 - To the Wonder (br: Amor Pleno / pt: A Essência do Amor)
- 2015 - Knight Of Cups (br/pt: Cavaleiro de Copas)
- 2016 - Voyage of Time (documentário)
- 2017 - Song to Song  (br: De Canção em Canção / pt: Música a Música)
- 2019 - A Hidden Life (br: Uma Vida Oculta / pt: Uma Vida Escondida)
- 2022 - The Way of the Wind